# L-аскорбатоксидаза
В энзимологии L-аскорбатоксидаза (Шифр КФ 1.10.3.3) — фермент, катализирующий химическую реакцию:
2 L-аскорбат + O2 {\displaystyle \rightleftharpoons } 2 дегидроаскорбат + 2 H2O
Таким образом, двумя субстратами этого фермента являются L- аскорбат и О2, тогда как двумя его продуктами являются дегидроаскорбат и Н2О.

## Функция
Этот фермент принадлежит к семейству оксидоредуктаз, особенно тех, которые действуют на дифенолы и родственные им вещества в качестве донора с кислородом в качестве акцептора. Этот фермент участвует в метаболизме аскорбата. Он использует один кофактор, медь.

## Номенклатура
Систематическое название этого класса ферментов — L-аскорбат: оксигеноксидоредуктаза. Другие широко используемые названия включают аскорбазу, оксидазу аскорбиновой кислоты, аскорбатоксидазу, аскорбатоксидазу, аскорбатдегидрогеназу, оксидазу L-аскорбиновой кислоты, AAO, L-аскорбат: O2-оксидоредуктазу и AA-оксидазу.

## Использованная литература
1. ↑  Copper proteins and copper enzymes. Volume III. — Boca Raton, 2018. — 1 online resource с. — ISBN 978-1-351-07089-8, 1-351-07089-4, 1-351-07934-4, 978-1-351-07934-1.

## Дальнейшее чтение
- The Enzymes. — 2nd. — New York : Academic Press, 1963. — Vol. 8. — P. 297–311.